# Seraphijn Dequidt
Seraphijn Dequidt (Oeren, 3 januari 1858 - De Panne, 1 juli 1911) was een Belgisch rooms-katholiek priester, dichter en publicist.

## Levensloop
Seraphijn of Seraphien Dequidt werd na zijn priesterwijding in 1882, leraar in het college van Veurne, directeur ('principaal') van het Sint-Leocollege in Brugge (1893-1906) en pastoor in De Panne.
Hij was bevriend met Guido Gezelle en Hugo Verriest en was een leermeester voor Emiel Vliebergh en Oswald Rubbrecht.
Hij ontplooide veel activiteiten in het kader van het Davidsfonds. In 1893 werd hij voorzitter van de Brugse afdeling. Hij werkte mee aan huldigingen zoals:
- de Boerenkrijgherdenking (Tielt, 1898),
- de Guido Gezelleherdenking van Dietsche Warande en Belfort (1900),
- De Hugo Verriesthulde door De Vlaamsche Vlagge (1907).

## Schuilhaven
In De Panne ijverde Dequidt voor de aanleg van een schuilhaven voor de plaatselijke vissers.
Hij deed beroep op Emiel Vliebergh, die hierover in 1906 een rapport maakte, De Visschers van de Panne, om de nood aan een vissershaven aan te tonen. Volksvertegenwoordiger Joris Helleputte verdedigde dit rapport in de Kamer van volksvertegenwoordigers. Prins Albert verdedigde het project in de Senaat. In 1907 werd een studiecommissie aangesteld.
Van 1908 tot 1911 was Frans Schollaert, schoonbroer van Joris Helleputte, eerste minister en hij stak vaart achter het ontwerp van schuilhaven. In 1910 was het definitief project klaar en kreeg Dequidt een telegram met het nieuws dat het budget voor de schuilhaven was goedgekeurd. De oorlog van 1914-18 dwarsboomde de realisatie.
In 2011 wijdde de gemeente De Panne een tentoonstelling aan Dequidt en werd naast de kerk een borstbeeld van hem onthuld.

## Publicaties
Dequidt publiceerde gedichten in Gezelliaanse trant en herinneringen aan zijn geboortedorp. Hij publiceerde ook, kort na het overlijden van zijn poëtische meester:
- Guido Gezelle, zijn leven en werk, 1900